# Олай, Эрик
Эрик Олай (ум. 24 декабря 1486) — шведский священник, историк, преподаватель. Иногда называется «отцом шведской историографии».

## Биография
Дата его рождения и подробности раннего периода жизни неизвестны. Установлено, что он происходил из Уппсалы и получил образование в университете Ростоке: был зачислен туда 1 октября 1447 года и получил там 9 октября 1452 года степень магистра богословия. В 1475 году в Сиене стал доктором богословия. В 1463 году, когда архиепископ Йонс Бенгтссон (в Оксеншерне) был заключён в тюрьму, временно исполнял его обязанности. С 1477 года преподавал богословие в Уппсальском университете, спустя два года стал деканом соборного капитула в этом городе. Скончался в сочельник 1486 года и был похоронен в кафедральном соборе; его надгробие погибло в ходе пожара 1702 года. Согласно некоторым источникам, уже при жизни пользовался репутацией уважаемого богослова, а после смерти его могила вплоть до Реформации оставалась местом паломничества.
По приказу короля Карла VIII им был написан труд «Historia Suecorum Gothorumque» (Стокгольм, 1615, с примечаниями И. Локцения, 1654), в котором рассматривается шведская история с древнейших времён и доходит до 1464 года; одним из основных тезисов сочинения было то, что именно Швеция является родиной готов. Источниками для этой работы послужили старинные недостоверные рифмованные хроники; лишь изредка автор пользовался архивными сведениями; работа подвергалась критике ещё при жизни автора, а в 1900-х годах обрела популярность в кругах шведских националистов. Вместе с тем, согласно ЭСБЕ, «сочинение его, однако, содержит ценные сведения и принадлежит к лучшим трудам скандинавского средневековья». Сохранилось пять экземпляров рукописи этого труда, несколько различающихся между собой.